# Glasionomeercement
Glasionomeercement is een tandheelkundig cement.
Het bestaat uit een glas en een ionomeer. Het glas is chemisch aantastbaar en bestaat uit een flux van aluminiumoxide (Al2O3), siliciumoxide (SiO2) en calciumfluoride (CaF2). Een ionomeer is een polymeer dat ionogene functionele groepen bevat. Het is een cement op basis van een aluminiumfluorosilicaatglas (poeder) en een polyalkeenzuur (vloeistof) dat bestaat uit (een mengsel van) acrylzuur, itaconzuur, maleïnezuur en wijnsteenzuur. Wijnsteenzuur treedt voornamelijk op als regulator, dat de verwerkingstijd verlengt en de verhardingstijd verkort.
Bij mengen tast het zuur de glasdeeltjes aan, waarbij er orthokiezelzuur ontstaat (Si(OH)4). De aluminium- en calciumdeeltjes migreren hierdoorheen, om aan de carboxylaatgroepen van de zuren te hechten en alzo bruggen te vormen tussen verschillende zuurdeeltjes. Uiteindelijk ontstaat er een matrix van het polyalkeenzuur (gebonden door de kationen Al3+ en Ca2+), en een vulstof van de niet-gereageerde glasdeeltjes, die omgeven worden door een laag silicagel (gedehydrateerd orthokiezelzuur).
Men veronderstelt dat het grote voordeel van glasionomeercement is dat het fluoride vrijstelt en aldus een gunstig effect heeft op het dentine en het glazuur, dat beter beschermd is tegen cariës. Dit effect is op de langere termijn echter onvoldoende klinisch onderbouwd.